# Clavularia capensis
Clavularia capensis is een zachte koraalsoort uit de familie Clavulariidae. De koraalsoort komt uit het geslacht Clavularia. Clavularia capensis werd in 1879 voor het eerst wetenschappelijk beschreven door Studer. 